# Gramsh
Gramshi est une municipalité située au centre de l'Albanie d'une population de 24 231 habitants en 2011. Elle est la capitale du district de Gramsh et la grande préfecture d'Elbasan.
Son club de football est le KF Gramshi.

## Personnalités
- Mimar Kasim, architecte
- Ismail Qemali Gramshi, signataire de la Déclaration de l'indépendance de l'Albanie